# Hangosítástechnikai rendszer felépítése
Egy rendezvény hangosításához nem elegendő egy mikrofon és egy hangfal, egy hangosítástechnikai rendszer több egységből épül fel.

## A színpad
Itt tartózkodnak azok a személyek, akiknek a hangját el kell juttatnunk a hallgatóság felé. Énekhang és akusztikus hangszer esetében mikrofonnal, elektromos hangszereknél -bizonyos esetekben(!)-vonalbemenettel is felvehetjük a jelet.

## A színpad és a keverőpult között
Kábelezés szempontjából a keverőpultot célszerű lenne a színpad mellett elhelyezni, de kezelőjének is hallania kell, amit a közönség hall. Ez azt jelenti, hogy a keverőpult a hallgatóság sorai között, vagy azok mögött helyezkedik el. De gondoljunk bele, hogy egy kis együttes hangosításához is mennyi kábel kell, attól függően, hogy a keverő milyen messze van a színpadtól és a végerősítőtől. Mindemellett a kábel nincs biztonságban a taposástól sem.
A színpad-keverő távolságot csoportkábellel hidalhatjuk át. Az eszköz hideg- és melegpontjai is, de a csoportkábel egésze is le van árnyékolva, továbbá a gumiborítás képes védelmet nyújtani a taposás – és bizonyos fokig más mechanikai hatások ellen. Így látszólag csupán egy – bár kicsit vastagabb – kábel fut a színpad és a keverőpult között.

## A keverőpult
A csoportkábel vezetékei a keverőpultnál ágaznak szét. Ez az eszköz azonban nem csak bemeneti csatornákkal rendelkezik, hanem kimenetekkel is. Ezek a kimenetek szinte minden keverőpultnál mások, ezért ezen szócikk most csak a legfontosabbakról tesz említést, amelyek – a legegyszerűbb berendezések kivételével – minden keverőpulton megtalálhatók:
- Fő kimenet (a főhangszórók felé menő jel)
- Monitorutak
- Effektcsatornák (az AUX és EFX mellékcsatornák jelei az effekteken keresztül visszatérnek a keverőbe)

### Fő kimenet
A hangszórók a színpad mellett/előtt vannak elhelyezve. Ezekhez közel van a végerősítő, ami meghajtja a hangfalakat. Kivéve az aktív hangfalak esetében, amelyek nem szorulnak végerősítésre (az erősítőfokozat integrálva van).
A csoportkábel visszajövő csatornáira köthetjük rá a főhangerő jobb és bal csatornáját, a végerősítőt pedig a színpad mellé helyezzük el.

### Monitorút
A színpadon lévő hangszórók (általában lábmonitorok) megszólaltatásához külön végerősítő használata szükséges. Erre a csatornára általában az ének érkezik, de más akusztikus hangszereket is szokás kiküldeni a monitorútra (ilyenkor a keverőre már több AUX kimenet szükséges), hogy a zenész hallja a saját játékát. Vigyázni kell, hogy elkerüljük a gerjedést.